# Palestyna na Letnich Igrzyskach Olimpijskich 2012
Palestynę na XXX Letnich Igrzyskach Olimpijskich w Londynie reprezentowało 5 sportowców - 3 mężczyzn i 2 kobiety. Nie zdobyli oni żadnego medalu.
Był to piąty start Palestyny na letnich igrzyskach olimpijskich.

## Reprezentanci

### Judo
Mężczyźni
| Zawodnik         | Konkurencja | 1/16                         | 1/8              | Ćwierćfinały     | Półfinały        | Repesaż 1        | Repesaż 2        | Repesaż 3        | Finał            | Finał   |
| Zawodnik         | Konkurencja | Przeciwnik Wynik             | Przeciwnik Wynik | Przeciwnik Wynik | Przeciwnik Wynik | Przeciwnik Wynik | Przeciwnik Wynik | Przeciwnik Wynik | Przeciwnik Wynik | Pozycja |
| ---------------- | ----------- | ---------------------------- | ---------------- | ---------------- | ---------------- | ---------------- | ---------------- | ---------------- | ---------------- | ------- |
| Maher Abu Rmilah | -73 kg      | Dirk Van Tichelt P 0000–0100 | NQ               | NQ               | NQ               | NQ               | NQ               | NQ               | NQ               | NQ      |

### Lekkoatletyka
Mężczyźni
| Zawodnik       | Konkurencja   | Kwal. | Kwal. | Półfinał | Półfinał | Finał | Finał |
| Zawodnik       | Konkurencja   | Wynik | Poz.  | Wynik    | Poz.     | Wynik | Poz.  |
| -------------- | ------------- | ----- | ----- | -------- | -------- | ----- | ----- |
| Bahaa Al Farra | bieg na 400 m | 49,93 | 8.    | NQ       | NQ       | NQ    | NQ    |

Kobiety
| Zawodnik       | Konkurencja   | Kwal.   | Kwal. | Półfinał | Półfinał | Finał | Finał |
| Zawodnik       | Konkurencja   | Wynik   | Poz.  | Wynik    | Poz.     | Wynik | Poz.  |
| -------------- | ------------- | ------- | ----- | -------- | -------- | ----- | ----- |
| Woroud Sawalha | bieg na 800 m | 2:29,16 | 8.    | NQ       | NQ       | NQ    | NQ    |

### Pływanie
Mężczyźni
| Zawodnik     | Konkurencja           | Eliminacje | Eliminacje | Półfinał | Półfinał | Finał | Finał   |
| Zawodnik     | Konkurencja           | Czas       | Miejsce    | Czas     | Miejsce  | Czas  | Miejsce |
| ------------ | --------------------- | ---------- | ---------- | -------- | -------- | ----- | ------- |
| Ahmed Gebrel | 400 m stylem dowolnym | 4:08,51    | 27.        | NQ       | NQ       | NQ    | NQ      |

Kobiety
| Zawodnik       | Konkurencja          | Eliminacje | Eliminacje | Półfinał | Półfinał | Finał | Finał   |
| Zawodnik       | Konkurencja          | Czas       | Miejsce    | Czas     | Miejsce  | Czas  | Miejsce |
| -------------- | -------------------- | ---------- | ---------- | -------- | -------- | ----- | ------- |
| Sabine Hazboun | 50 m stylem dowolnym | 28,28      | 51.        | NQ       | NQ       | NQ    | NQ      |